# Atlas linguistique roumain

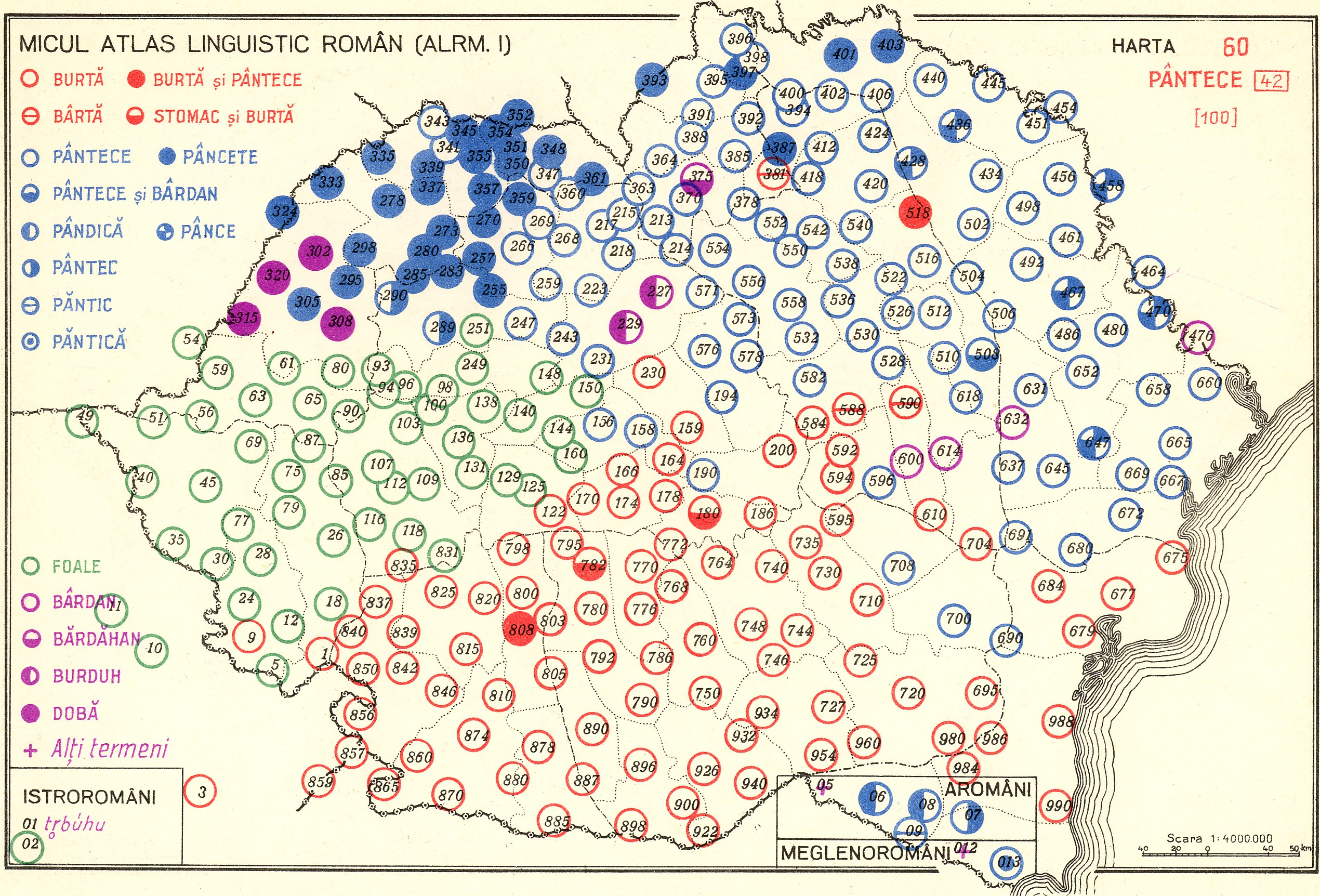
Exemple de carte du Petit atlas linguistique roumain

L’Atlas linguistique roumain (en roumain : Atlasul lingvistic român, siglé ALR) est un projet d’atlas linguistique créé en 1925 sous la direction de Sextil Pușcariu, directeur du Musée de la langue roumaine créé en 1919 à Cluj.

## Organisation
La méthode du projet est élaborée au cours de plusieurs réunions de 1925 à 1929, celle-ci est basée sur les expériences de l’Atlas linguistique de la France (ALF), de l’Atlas linguistique italien (ALI), de l’Atlas linguistique de Catalogne (ca) (ALCat) et principalement de l’Atlas linguistique et ethnographique de l'Italie et de la Suisse méridionale (AIS). L’enquête est réalisée de 1930 à 1938 avec notamment la participation de Karl Jaberg, auteur de l’AIS. L’atlas est publié en deux parties complémentaires, l’ALR I par Sever Pop couvrant 305 points d’enquête en deux volumes de 150 cartes en 1939 et 152 cartes en 1942, et l’ALR II par Emil Petrovici couvrant 86 points d’enquête en un volume de 296 cartes en 1940 avec un supplément de 20 cartes en 1942. Chacun de ces volumes est publié avec un Petit atlas linguistique roumain (Micul atlas lingvistic român en roumain) contenant des cartes en couleur.
À partir de 1956, l’Institut de linguistique de Cluj continue la publication du matériel recueilli par Petrovici, sous le titre Atlas linguistique roumain, série nouvelle (Atlas lingvistic român, serie nou) publié en sept volumes jusqu’en 1972, eux aussi accompagnés par quatre volumes Petit atlas linguistique roumain, série nouvelle (Micul atlas lingvistic român, serie nou) publié de 1956 à 1981.
Des données collectées durant les deux enquêtes sont encore à publier.
Un autre projet d’Atlas linguistique roumain par région est créé en 1990, à la suite de la publication de l’Atlas linguistique moldave entre 1968 et 1973.

## Alphabet
L’Atlas linguistique roumain et le Nouvel atlas linguistique roumain emploient un système de transcription phonétique basé sur l’écriture du roumain et complété de lettres supplémentaires et de signes diacritiques, utilisé principalement pour la transcription des variantes régionales du roumain.
| ALR | API      | note                                         |
| --- | -------- | -------------------------------------------- |
| a   | [ä]      | entre [a] et [ɑ]                             |
| å   | [ɒ]      |                                              |
| å̜   | [ɑ]      |                                              |
| ä   | [æ]      |                                              |
| a̜   | [a]      |                                              |
| ȧ   | [a]      |                                              |
| ă   | [ə]      |                                              |
| ă̜   | [ɐ]      |                                              |
| â   | [ɘ]      | entre [ə] et [ɨ]                             |
| b   | [b]      |                                              |
| c   | [k]      |                                              |
| ĉ   |          | entre [tɕ] et [tʃ]                           |
| ꞓ̂   | [t̟ɕ̟]     | entre [tɕ] et [tʃ] mais plus proche de [tɕ]  |
| ć   | [tɕ]     |                                              |
| č   | [tʃ]     |                                              |
| ĉ̌   | [t̠ʃ̠]     | entre [tɕ] et [tʃ] mais plus proche de [tʃ]  |
| d   | [d]      |                                              |
| ď   | [dʲ] (ᶁ) |                                              |
| d́   |          | entre [dʲ] (ᶁ) et [ɟ]                        |
| d̋   | [ɟ]      | aussi transcrit ǵͩ́ ou d́ᷚ́                       |
| ḍ   | [ɖ]      |                                              |
| ḑ   | [dz]     |                                              |
| đ   | [dʑ]     |                                              |
| ẟ   | [ð]      |                                              |
| e   | [e]      |                                              |
| e̜   | [ɛ]      |                                              |
| e̜̜   | ɛ̞        | entre [ɛ] et [æ]                             |
| ẹ   | [e̝]      | [e] plus fermé                               |
| e̤   | e̞        | entre [e] et [i]                             |
| ĕ   | e̠        | entre [e] et [ə]                             |
| ĕ̜   | [ɜ]      | entre [ɛ] et [ɐ]                             |
| f   | [f]      |                                              |
| g   | [ɡ]      |                                              |
| ǵ   | [ɡʲ] (ᶃ) |                                              |
| ĝ   |          | entre [dʑ] et [dʒ]                           |
| ǧ   | [dʒ]     |                                              |
| ĝ̌   |          | entre [dʑ] et [dʒ], mais plus proche de [dʒ] |
| ɣ   | [ɣ] (ǥ)  |                                              |
| h   | [h]      |                                              |
| ꜧ   | [ɦ]      |                                              |
| h́   | [ç]      |                                              |
| χ   | [x]      |                                              |
| i   | [i]      |                                              |
| i̜   | [i̜]      |                                              |
| î   | [ɨ]      |                                              |
| ȋ   | [ɪ]      |                                              |
| j   | [ʒ]      |                                              |
| j́   |          | entre [ʒ] et [ʑ]                             |
| k   | [k]      |                                              |
| ǩ   |          | entre [k] et [kʲ] (ᶄ)                        |
| ḱ   | [kʲ] (ᶄ) |                                              |
| l   | [l]      |                                              |
| ľ   | [lʲ] (ᶅ) |                                              |
| ĺ   | [ʎ]      |                                              |
| ɫ   | [ɫ]      |                                              |
| m   | [m]      |                                              |
| m̟   | [ɱ]      |                                              |
| ň   | [nʲ] (ᶇ) |                                              |
| ń   | [ɲ]      |                                              |
| n̟   |          |                                              |
| ṇ   |          |                                              |
| ŋ   | [ŋ]      |                                              |
| ṅ   |          |                                              |
| n̈   |          |                                              |
| o   | [o]      |                                              |
| o̜   | [ɔ]      |                                              |
| ö   | [ø]      |                                              |
| p   | [p]      |                                              |
| r   | [r]      |                                              |
| r̄   |          |                                              |
| r̄̄   |          |                                              |
| ρ   | [ʀ]      |                                              |
| ρ̄   |          |                                              |
| ṙ   | [ɾ]      |                                              |
| ŕ   | [rʲ] (ᶉ) |                                              |
| ɍ   | [ʙ]      |                                              |
| s   | [s]      |                                              |
| ś   | [ɕ̪]      | [ɕ] dental                                   |
| ŝ   | [ɕ]      |                                              |
| ș   | [ʃ]      |                                              |
| ș̄   |          |                                              |
| ș́   |          | entre [ʃ] et [ɕ]                             |
| t   | [t]      |                                              |
| ť   | [tʲ] (ƫ) |                                              |
| t́   |          |                                              |
| t̋   | [c]      |                                              |
| ṭ   | [ʈ]      |                                              |
| θ   | [θ]      |                                              |
| ț   | [ts]     |                                              |
| u   | [u]      |                                              |
| ü   | [y]      |                                              |
| v   | [v]      |                                              |
| w   | [w]      |                                              |
| y   | [j]      |                                              |
| z   | [z]      |                                              |
| ź   | [ʑ̪]      | [ʑ] dental                                   |
| ẑ   | [ʑ]      |                                              |